# Eldin Demirović
Pour les articles homonymes, voir Eldin et Demirović.
Eldin Demirovic est un joueur français de volley-ball né le 8 juin 1992. Il mesure 1,94 m et joue réceptionneur-attaquant.

## Clubs
| Club                        | Pays     | De        | À         |
| --------------------------- | -------- | --------- | --------- |
| CNVB                        | France   | 2009-2010 | 2010-2011 |
| Nice Volley-Ball            | France   | 2011-2012 | 2012-2013 |
| Chaumont VB52               | France   | 2013-2014 | 2013-2014 |
| Stade Poitevin Volley Beach | France   | 2014-2015 | 2016-2017 |
| Grand Nancy Volley-Ball     | France   | 2017-2018 | 2017-2018 |
| Prefaxis Menen              | Belgique | 2018-2019 | 2018-2019 |
| Saint-Quentin Volley        | France   | 2019-2020 | ...       |